# Макарівщина
Ма́карівщина —  село в Україні, у Новооржицькій селищній громаді Лубенського району Полтавської області. Населення становить 3 осіб. Колишній орган місцевого самоврядування — Остапівська сільська рада.

## Географія
Село Макарівщина знаходиться на лівому березі річки В'язівець, вище за течією на відстані 2 км розташоване село Богодарівка, нижче за течією на відстані 2,5 км розташоване смт Новооржицьке.

## Історія
12 червня 2020 року, відповідно до розпорядження Кабінету Міністрів України № 721-р «Про визначення адміністративних центрів та затвердження територій територіальних громад Полтавської області», село увійшло до складу Новооржицької селищної громади.
19 липня 2020 року, в результаті адміністративно - територіальної реформи та ліквідації Оржицького району, село увійшло до складу новоутвореного Лубенського району.

## Населення
Згідно з переписом УРСР 1989 року чисельність наявного населення села становила 6 осіб, з яких 2 чоловіки та 4 жінки.
За переписом населення України 2001 року в селі мешкали 3 особи. 100 % населення вказало своєю рідною мовою українську мову.